# 拓跋寔君
拓跋寔君（？—376年），中國南北朝時期北魏昭成皇帝拓跋什翼犍之庶長子、道武帝拓跋珪的伯父。

## 生平
拓跋寔君天性愚戇，安忍不仁。昭成季年，苻堅派遣其行唐公苻洛等入侵代國南面邊境，拓跋什翼犍派遣劉庫仁與入侵的前秦軍大戰於石子嶺。拓跋什翼犍當時不勝，不能親自勒令眾軍，所以便率領諸部避難到陰山，度過漠北。高車四面抄截代國諸部，他們唯有再度過漠南。苻洛的軍隊撤退後，再回歸雲中。
當初，什翼犍因為他的弟弟拓跋孤讓代國給他，所以以一半部眾授與拓跋孤。拓跋孤死後，其子拓跋斤因失職而懷有怨恨，意欲伺隙作亂。當時獻明皇帝拓跋寔及秦明王拓跋翰皆已早死，拓跋珪當時只得六歲，什翼犍不豫，慕容皇后子拓跋閼婆等雖長，而國統未定。拓跋斤因此對拓跋寔君說：「帝將立慕容所生，而懼汝為變，欲先殺汝，是以頃日以來，諸子戎服，夜持兵仗，遶汝廬舍，伺便將發，吾愍而相告。」當時苻洛等軍猶在君子津，所以眾人夜常警備，諸位皇子持仗在廬舍之間巡視。拓跋寔君往視察，認為拓跋斤之言可信，所以俟率他的部屬盡害諸位皇子，拓跋什翼犍亦暴崩。當晚，諸皇子的妻室及宮人奔告苻洛軍，苻堅將領李柔、張蚝勒兵在內威逼，拓跋氏部眾離散。苻堅聽聞後，召燕鳳問其原故，燕鳳當時告訴他狀況。苻堅曰：「天下之惡一也。」乃逮捕寔君及斤，轘之於長安西市。
拓跋寔君有一孫名為拓跋勿期，位居定州刺史，賜爵林慮侯。其子拓跋六狀亦被封為真定侯。

## 延伸阅读
[在维基数据编辑]
 《魏書·卷15》，出自魏收《魏书》